# Topps
Topps is een Amerikaans bedrijf dat voornamelijk snoepgoed en verzamelobjecten maakt. Ze zijn vooral bekend als producenten van gethematiseerde ruilkaarten van, voornamelijk Amerikaanse, sporten. In Nederland en België zijn ze vooral bekend van de Garbage Pail Kids verzamelkaarten die eind jaren tachtig en begin jaren negentig van de twintigste eeuw zeer populair waren. In 2022 werd aangekondigd dat het bedrijf voor 500 miljoen dollar was verkocht aan Fanatics.

## Ontstaan
Topps werd opgericht in 1938, en komt voort uit het bedrijf American Leaf Tobacco. American Leaf Tobacco Co. werd in 1890 opgericht door Morris Shorin en importeerde tabak vanuit Turkije om dit door te verkopen aan andere bedrijven in de tabaksindustrie in de Verenigde Staten. Tijdens de Eerste Wereldoorlog kwamen ze in de problemen doordat ze niets meer konden importeren vanuit Turkije. Shorins zonen, Abram, Ira, Philip en Joseph besloten om een ander product te gaan produceren en daarbij gebruik te maken van de contacten die ze al hadden in de tabaksindustrie. Het gekozen product werd, toen der tijd nog een nieuwigheid, kauwgom. In 1947 ontwikkelden ze Bazooka kauwgom dat, gewikkeld in een wikkel met een striptekening erop, snel een groot succes werd. De wikkels werden verzameld door kinderen, en de broers zagen een gat in de markt. Ze besloten om hun snoepgoed voortaan te leveren met ruilkaarten met bekende Western figuren erop. De ruilkaarten werden al snel de kern van het bedrijf. In 1951 ontwierp medewerker Sy Berger een ruilkaartenset met Amerikaanse honkbal spelers er op. De kaarten hadden naast een foto ook de naam, handtekening, team naam en logo ook een korte biografie en lichamelijke kenmerken erop gedrukt. Een design die anno 2020 nog steeds gebruikt wordt.

## Overige producten
Naast het ontwikkelen en produceren van kauwgom en ruilkaarten maakt het bedrijf ook, zij het in mindere mate, andere verzamelproducten zoals stickers, posters, boeken en speelgoed. Hierbij maken ze veelvuldig gebruik van licenties op populaire thema's van onder andere Disney, Pokémon, Doctor Who en Shadowrun. Ondanks dat Topps Pokémon kaarten geproduceerd heeft zijn zij niet de ontwikkelaar en producent van de Pokémon Trading Card Game. Deze wordt ontwikkeld en geproduceerd door concurrent Wizards of the Coast.
Ook maakt Topps voetbalplaatjes (onder andere van de UEFA Champions League), met bijvoorbeeld de Trading Card Game Match Attax.  